# マンド・グティエレス
マンド・グティエレス（Mando Gutierrez、1997年2月24日 - ）は、アメリカ合衆国の男性総合格闘家。ミシガン州イーストランシング出身。ムルシエラゴMMA所属。

## 来歴

### アマチュア時代
• 2018年〜2019年にかけて複数団体で参戦し、圧倒的なサブミッション勝利を重ねアマチュア戦績を残した

### プロ
2019年9月7日、マイク・トンプソンにリアネイキドチョークで一本勝ち。
2019年11月16日、ケビン・ウォーカー・ジュニアに1本勝ち。
2020年2月8日、アダム・ケハーに一本勝ち。
2020年7月24日、ジェフ・ジェプセンに一本勝ち。
2020年9月4日、モー・ミラーに一本負け。キャリア初黒星を喫した。
2021年4月30日、ウィリアム・エリオットに一本勝ち。復帰戦は勝ち星を収めた。
2021年12月10日、チャカ・ウォーティーに一本勝ち。
2022年2月5日、マシュー・エリオットに3-0の判定勝ち。
2022年9月20日、Dana White's Contender Series 55で現UFCファイターのラウル・ロザス・ジュニアに0-3の判定負け。UFC出場を逃した。
2022年10月15日、ティム・エスクトゥルスにKO勝ち。
2023年11月12日、キャメロン・スモザーマンに3RKO負け。
2024年4月13日、エリック・ヴォが負傷し、TKO勝ち。
2024年12月8日、DEEP 122 IMPACTで後藤丈治に2-1のスプリット判定勝ち。
2025年4月11日、PFL Warld Tournament 2025の1回戦でフランシスコ・ヌッツィと対戦し、1R一本勝ち。準決勝進出を果たした。

## 戦績

### プロ総合格闘技
| 総合格闘技 戦績 | 総合格闘技 戦績 | 総合格闘技 戦績 | 総合格闘技 戦績 | 総合格闘技 戦績 | 総合格闘技 戦績 | 総合格闘技 戦績 |
| --------------- | --------------- | --------------- | --------------- | --------------- | --------------- | --------------- |
| 15 試合         | (T)KO           | 一本            | 判定            | その他          | 引き分け        | 無効試合        |
| 11 勝           | 2               | 7               | 2               | 0               | 0               | 0               |
| 4 敗            | 1               | 1               | 2               | 0               | 0               | 0               |

| 勝敗 | 対戦相手                     | 試合結果                     | 大会名                                                              | 開催年月日     |
| ×    | ジャスティン・ウェッチェル   | 5分3R終了 判定0-3            | PFL Warld Tournament 2025 【2025年PFLバンタム級トーナメント準決勝】 | 2025年6月20日  |
| ○    | フランシスコ・ヌッツィ       | 1R 4:13 リアネイキドチョーク | PFL Warld Tournament 2025 【2025年PFLバンタム級トーナメント1回戦】  | 2025年4月11日  |
| ○    | 後藤丈治                     | 5分3R終了 判定2-1            | DEEP 122 IMPACT                                                     | 2024年12月8日  |
| ○    | エリック・ヴォ               | 1R 3:55 TKO（負傷）          | Light Out Campionchip 15                                            | 2024年4月13日  |
| ×    | キャメロン・スモザーマン     | 3R 3:22 KO（飛び膝蹴り）     | Fury FC                                                             | 2023年11月12日 |
| ○    | ティム・エシュトゥルース     | 1R 1:50 TKO（パンチ）        | WXC 88                                                              | 2022年10月15日 |
| ×    | ラウル・ロザス・ジュニア     | 5分3R終了 判定0-3            | Dana White's Contender Series 55                                    | 2022年9月20日  |
| ○    | マシュー・エリオット         | 5分3R終了 判定3-0            | TWC                                                                 | 2022年2月5日   |
| ○    | チャカ・ワーシー             | 1R 1:49 リアネイキドチョーク | XFC                                                                 | 2021年12月10日 |
| ○    | ウィリアム・エリオット       | 1R 4:55 リアネイキドチョーク | LFA 106                                                             | 2021年4月30日  |
| ×    | モ・ミラー                   | 2R 4:26 リアネイキドチョーク | LFA 90                                                              | 2020年9月4日   |
| ○    | ジェフ・ジェプセン           | 1R 1:57 リアネイキドチョーク | LFA 86                                                              | 2020年7月24日  |
| ○    | アダム・ケール               | 1R 1:58 リアネイキドチョーク | Light Out Campionchip 7                                             | 2020年2月8日   |
| ○    | ケビン・ウォーカー・ジュニア | 2R 1:26 ギロチンチョーク     | TWC                                                                 | 2019年11月16日 |
| ○    | マイク・トンプソン           | 1R 1:53 リアネイキドチョーク | Light Out Championship                                              | 2019年9月7日   |

### アマチュア総合格闘技
| 勝敗 | 対戦相手                 | 試合結果                 | 大会名                                        | 開催年月日     |
| ○    | アリム・ムハンマド       | 1R 1:07 ギロチンチョーク | Light Out Campionchip 3: Martin vs. Hernandez | 2019年11月16日 |
| ○    | ブライアン・スティキエル | 3分3R終了 判定3-0        | TWC Brooks vs. Robinson                       | 2019年3月9日   |
| ○    | ニッコ・レアル           | 1R 1:58 ギロチンチョーク | TWC Bennett vs. Shaw                          | 2018年12月1日  |

## 人物・エピソード
元RIZINバンタム級王者であり、現UFCファイター、朝倉海のスパーリングパートナーをしていた。